# NGC 3506
NGC 3506是一个位于狮子座的螺旋星系，距离地球3亿光年，直径约为11.5万光年，是一个孤立的星系。NGC 3506有两个螺旋臂，一个螺旋臂可分为四段螺旋弧，亮度较大。人们在NGC 3506里发现了两颗超新星：Ic型超新星SN 2003L和Ia型超新星SN 2017dfq。

## 画廊

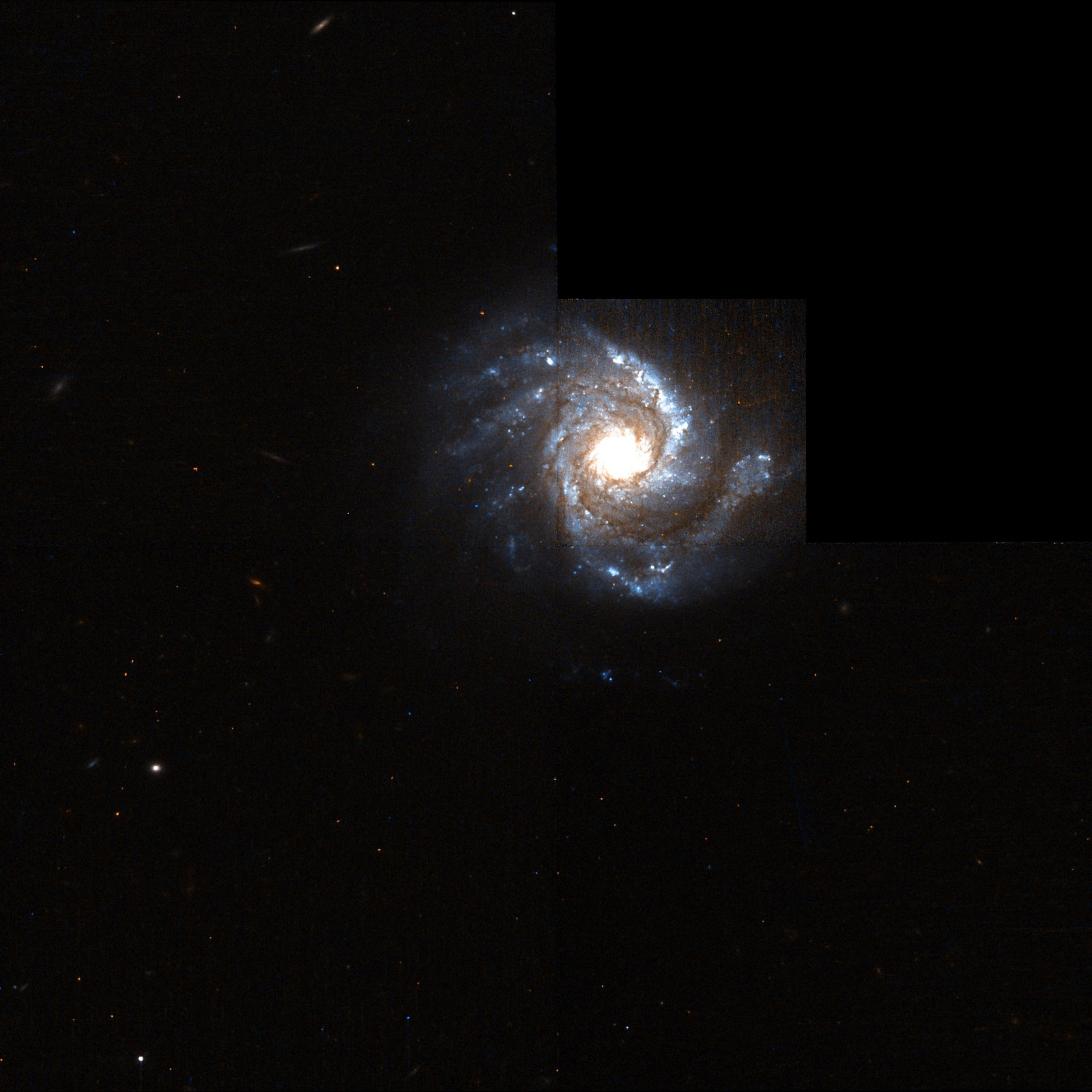
哈勃空间望远镜拍摄的NGC 3506
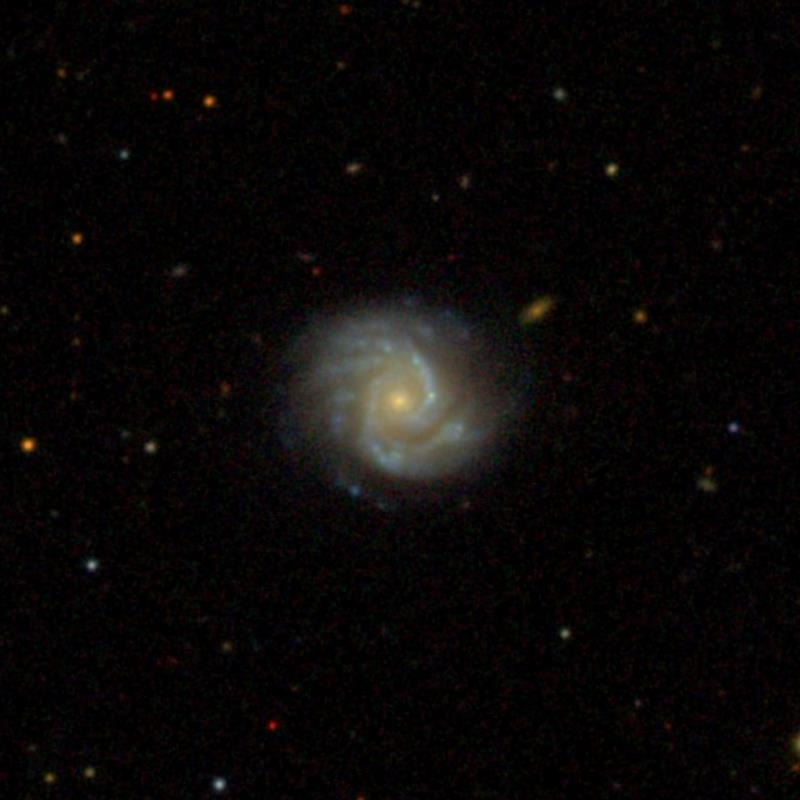
NGC 3506（SDSS DR14）